# نيلسون فيليب
نيلسون فيليب (بالفرنسية: Nelson Philippe)‏ هو سائق سيارة سباق فرنسي، ولد في 23 يوليو 1986 في فالانس في فرنسا.

## روابط خارجية
- نيلسون فيليب على موقع Racing-Reference.info (الإنجليزية)
- نيلسون فيليب على موقع DriverDB.com (الإنجليزية)